# سندی هوک (کنتیکت)
سندی هوک (به انگلیسی: Sandy Hook) یک روستا در ایالات متحده آمریکا است که در کنتیکت واقع شده‌است.